# JUNK or GEM
『JUNK or GEM』（ジャンク・オア・ジェム）は、日本のバンド・東京スカパラダイスオーケストラの5枚目のミニアルバム。2023年3月15日にcutting edgeより発売された。

## 音楽性
シングルとしてリリースされた「Free Free Free feat. 幾田りら」「紋白蝶 feat. 石原慎也 (Saucy Dog)」に加え、本作のリードトラック「青い春のエチュード feat. 長屋晴子（緑黄色社会）」を含む全7曲を収録。この3曲は、ゲストボーカルが自身で管楽器も演奏する「管楽器奏者3部作」と位置付けられている。
本作のファンクラブ限定盤には、2022年11月11日から翌年1月29日まで開催されたライブハウスツアー『東京スカパラダイスオーケストラ TOUR「Traveling Ska JAMboree 2022-2023」』のワンマン公演のライブ音源が収録されている。

## リリース・プロモーション
CD+Blu-ray盤、CD ONLY盤、ファンクラブ限定盤の3形態で発売。ファンクラブ限定盤はCD3枚組+Blu-ray、デジパック仕様となっており、ブックレットとステッカーシートも封入されている。購入先によって異なる先着特典も用意された（後述）。また、発売と同時にダウンロード配信・サブスクリプション配信も開始された。
前作『S.O.S. [Share One Sorrow]』以来約1年半ぶりのミニアルバム。
Blu-rayには管楽器3部作である「Free Free Free feat. 幾田りら」「紋白蝶 feat. 石原慎也 (Saucy Dog)」「青い春のエチュード feat. 長屋晴子（緑黄色社会）」のミュージック・ビデオに加え、2022年7月27日に開催されたホールツアー『東京スカパラダイスオーケストラ TOUR 2022「BEST LUCK」』中野サンプラザ公演の模様を全曲収録。さらに、2022年11月から2023年1月まで開催されたライブハウスツアー『東京スカパラダイスオーケストラ TOUR「Traveling Ska JAMboree 2022-2023」』より石原慎也、渋谷龍太 (SUPER BEAVER)、桜井和寿 (Mr.Children)、チバユウスケ (The Birthday)、BiSH、ORANGE RANGEのHIROKI・RYO・YAMATOとコラボレーションしたライブ映像も収められている。ライブ映像の監督は二宮ユーキが務めた。

### 店舗特典
| 対象店舗                 | 特典内容                           |
| ------------------------ | ---------------------------------- |
| タワーレコード           | ストックバック                     |
| TSUTAYA RECORDS          | クリアステッカー                   |
| HMV                      | 缶バッジ                           |
| セブンネットショッピング | アクリルカラビナ                   |
| 楽天ブックス             | スマホサイズステッカー             |
| Amazon.co.jp             | オリジナルメガジャケ (240 × 240mm) |
| FC PARADAISE CD SHOP     | アクリルスタンド                   |
| 上記以外の店舗           | B5ポストカード                     |

## アートワーク
本作のアートディレクターは花房真也 (TI_ALT) が担当。CD+Blu-ray盤およびCD ONLY盤のジャケットには、本作のリードトラックに参加した長屋晴子（緑黄色社会）の瞳にクローズアップした写真が使用されている。また、ファンクラブ限定盤のジャケットは、東京スカパラダイスオーケストラのメンバーのライブ写真をコラージュしたデザインとなっている。

## ツアー
本作発売後の2023年5月から12月まで、本作を冠したホールツアーを開催。5月26日から7月30日まで『東京スカパラダイスオーケストラ 2023 HALL TOUR「JUNK or GEM 〜Spring & Summer」ガラクタかオタカラか? スカしてるならそれがタカラだ。』として18会場18公演に渡り開催され、10月5日から12月9日まで『東京スカパラダイスオーケストラ 2023 HALL TOUR「JUNK or GEM 〜Autumn & Winter」ガラクタかオタカラか? スカしてるならそれがタカラだ。』として20会場20公演に渡り開催された。このうち、11月30日に行なわれたLINE CUBE SHIBUYA公演の模様は、24thアルバム『35』のCD+DVD盤、およびCD+Blu-ray盤に収録されている。

## 収録曲 (CD)
- 全編曲・プロデュース：東京スカパラダイスオーケストラ

### DISC 1
1. 青い春のエチュード feat. 長屋晴子（緑黄色社会） [4:33]
  - 作詞：谷中敦 / 作曲：川上つよし

本作のリードトラック。本作の発売に先駆け、2023年3月6日より先行配信された[17]。
ミュージック・ビデオが制作された（後述）。
ベスト・アルバム『NO BORDER HITS 2025→2001 〜ベスト・オブ・東京スカパラダイスオーケストラ〜』にも収録された。
2. JUNK or GEM [2:58]
  - 作曲：NARGO

TBSラジオ『JUNK』サウンドステッカー[25]。
アルバムタイトル曲。
3. 紋白蝶 feat. 石原慎也 (Saucy Dog) [4:44]
  - 作詞：谷中敦 / 作曲：沖祐市・石原慎也

配信限定シングル。
ミュージック・ビデオが制作された（後述）。
ベスト・アルバム『NO BORDER HITS 2025→2001 〜ベスト・オブ・東京スカパラダイスオーケストラ〜』にも収録された。
4. 北斗七星 [3:54]
  - 作詞：谷中敦 / 作曲：NARGO

男子バレーボールクラブ・東京グレートベアーズのテーマソング[26]。
5. Free Free Free feat. 幾田りら [4:13]
  - 作詞：谷中敦 / 作曲：NARGO

48thシングル。
YouTube「YouTube Premium 2022年夏キャンペーン」CMソング[27]。
ミュージック・ビデオが制作された（後述）。
ベスト・アルバム『NO BORDER HITS 2025→2001 〜ベスト・オブ・東京スカパラダイスオーケストラ〜』にも収録された。
6. カルぺ・ディエム ～今日がその日さ [4:56]
  - 作詞：谷中敦 / 作曲：加藤隆志

『J SPORTS STADIUM2023』野球中継テーマソング[17]。
7. 紋白蝶 -8 a.m. SKA- [3:24]
  - 作曲：沖祐市

配信限定シングル『紋白蝶 feat. 石原慎也 (Saucy Dog)』カップリング曲。
日本テレビ系情報番組『スッキリ』テーマソング[28]。

### DISC 2（ファンクラブ限定盤のみ）
TOUR「Traveling Ska JAMboree 2022-2023」ワンマン編
1. ゴッドファーザー愛のテーマ [3:31]
12thアルバム『WILD PEACE』収録曲。
2. 非常線突破 [2:57]
17thアルバム『欲望』収録曲。
3. スキャラバン [2:28]
ミニアルバム『東京スカパラダイスオーケストラ』収録曲。
4. BONGO TANGO [2:11]
ライブ・アルバム『東京スカパラダイスオーケストラ ライブ』収録曲。
5. (there's no) King Of The Ants [3:34]
17thアルバム『欲望』収録曲。
6. 勇者の証 ～Brave Eagle Of Apache～（トーキョースカメドレー "Traveling Ska JAMboree 2022-2023"） [3:28]
8thアルバム『FULL-TENSION BEATERS』収録曲。
7. 疾風の剣 -Lightening Sword-（トーキョースカメドレー "Traveling Ska JAMboree 2022-2023"） [2:25]
14thアルバム『PARADISE BLUE』収録曲。
8. Heaven's Door ヘブンズ・ドア（トーキョースカメドレー "Traveling Ska JAMboree 2022-2023"） [2:02]
14thアルバム『PARADISE BLUE』収録曲。
9. 24 Hours To Ska（トーキョースカメドレー "Traveling Ska JAMboree 2022-2023"） [1:25]
10thアルバム『HIGH NUMBERS』収録曲。
10. Mickey Mouse March（トーキョースカメドレー "Traveling Ska JAMboree 2022-2023"） [3:49]
アルバム『TOKYO SKA Plays Disney』収録曲。
11. Believer（トーキョースカメドレー "Traveling Ska JAMboree 2022-2023"） [3:15]
20thアルバム『Paradise Has NO BORDER』収録曲。
12. インターセプター（トーキョースカメドレー "Traveling Ska JAMboree 2022-2023"） [4:27]
4thアルバム『FANTASIA』収録曲。
13. 風のプロフィール [4:33]
22ndアルバム『ツギハギカラフル』収録曲。
14. Lover's Walk [6:05]
10thアルバム『HIGH NUMBERS』収録曲。

### DISC 3（ファンクラブ限定盤のみ）
1. 憂愁モダン ～怪人と探偵のテーマ [3:39]
配信限定シングル。
2. 9 [3:01]
23rdアルバム『SKA=ALMIGHTY』収録曲。
3. SKA ME CRAZY [2:38]
ライブ・アルバム『Gunslingers -LIVE BEST-』収録曲。
4. ONE STEP BEYOND [2:16]
イギリスのスカバンド・マッドネスの楽曲のカバー。
5. そばにいて黙るとき -Silent By Your Side- [5:14]
14thアルバム『PARADISE BLUE』収録曲。
6. 君にサチアレ [4:40]
47thシングル。
7. Paradise Has No Border [6:35]
20thアルバム『Paradise Has NO BORDER』収録曲。
8. 紋白蝶 -8 a.m. SKA- [5:20]
9. White Light [4:31]
12thアルバム『WILD PEACE』収録曲。
10. 5 days of TEQUILA [4:15]
8thアルバム『FULL-TENSION BEATERS』収録曲。

## 収録内容 (Blu-ray)
1. Music Video
  1.  Free Free Free feat. 幾田りら
監督は田向潤が務めた。バンドの公式YouTubeチャンネルでも公開されている[29]。
  2.  紋白蝶 feat. 石原慎也 (Saucy Dog)
監督は田辺秀伸が務めた。バンドの公式YouTubeチャンネルでも公開されている[30]。
  3.  青い春のエチュード feat. 長屋晴子（緑黄色社会）
監督は田辺秀伸が務めた。バンドの公式YouTubeチャンネルでも公開されている[31]。
2. TOUR 2022「BEST OF LUCK」2022.07.27 at 中野サンプラザホール
GUEST：ALI
SE. サボタージュ
  1. SKA! BON-DANCE ～We Welcome The Spirits
  2. TONGUES OF FIRE
  3. Glorious
  4. 会いたいね｡ﾟ(ﾟ´ω`ﾟ)ﾟ｡
  5. ハプニング（「トーキョースカメドレー 2022 "BEST OF LUCK Special"」）
  6. HURRY UP!!（「トーキョースカメドレー 2022 "BEST OF LUCK Special"」）
  7. Blue Mountain（「トーキョースカメドレー 2022 "BEST OF LUCK Special"」）
  8. SOUL GROWL（「トーキョースカメドレー 2022 "BEST OF LUCK Special"」）
  9. チャンス（「トーキョースカメドレー 2022 "BEST OF LUCK Special"」）
  10. 世界地図
  11. 暗夜行路
  12. サボタージュ (VS. ALI)
  13. 快哉を叫ぶとき
  14. 君と僕
  15. DOWN BEAT STOMP
  16. S.O.S. [Share One Sorrow]
  17. The Last
  18. 君にサチアレ
  19. めくれたオレンジ (Encore)
GUEST：ALI
  20. Paradise Has No Border (Encore)
3. TOUR「Traveling Ska JAMboree 2022-2023」コラボレーション編
  1.  紋白蝶 / Paradise Has No Border / いつか
GUEST：石原慎也 (Saucy Dog)
2022/11/12 at Zepp Haneda
  2. リボン / innocent world
GUEST：桜井和寿 (Mr.Children)
2022/11/17 at Zepp Nagoya
  3. めくれたオレンジ
GUEST：渋谷龍太 (SUPER BEAVER)
2022/12/15 at Zepp Fukuoka
  4. 美しく燃える森
GUEST：RYO, YAMATO, HIROKI (ORANGE RANGE)
2022/12/25 at Zepp Sapporo
  5. カナリヤ鳴く空 / Rosie
GUEST：チバユウスケ (The Birthday)
2023/01/19 at Zepp Osaka Bayside
  6. カナリヤ鳴く空 / BiSH -星が瞬く夜に- / Paradise Has No Border
GUEST：BiSH
2023/01/29 at SENDAI GIGS

## 参加ミュージシャン
- 東京スカパラダイスオーケストラ
  - NARGO：Trumpet
  - 北原雅彦：Trombone
  - GAMO：Tenor Sax, Soprano Sax
  - 谷中敦：Baritone Sax
  - 加藤隆志：Guitar
  - 川上つよし：Bass
  - 沖祐市：Keyboards
  - 大森はじめ：Percussion
  - 茂木欣一：Drums, Vocal (DISC 1: #6)

### DISC 1
- 長屋晴子（緑黄色社会）：Vocal (#1), Trombone (#1)
- 石原慎也 (Saucy Dog)：Vocal (#3), Tuba (#3, #7)
- 幾田りら：Vocal (#5), Trumpet (#5)